# Paradolichurus californicus
Paradolichurus californicus är en insektsart som först beskrevs av F. Williams 1960.  Paradolichurus californicus ingår i släktet Paradolichurus och familjen kackerlackesteklar (Ampulicidae). Inga underarter finns listade i Catalogue of Life.